# Brooks (Alberta)
Brooks ist eine Stadt in Alberta (Kanada) und liegt im Südwesten der Provinz, im Palliser-Dreieck. Sie hat 14.924 Einwohner und den Status einer Stadt (englisch City). Im Jahr 2016 lag die Einwohnerzahl bei 14.451 und 2011 bei 13.676. Die Stadt liegt 190 km ostsüdöstlich von Calgary und 50 km südwestlich des Dinosaur Provincial Park, einer UNESCO-Welterbestätte.
Ursprünglich Jagd- und Siedlungsgebiet der Blackfoot, begann ab 1887 eine Besiedlung durch Weiße. 1904 lebten in der Gegend so viele Weiße, dass ein Postamt (noch ohne Namen) eröffnet wurde. Aus der entstehenden Ansiedlung wurde 1910 Brooks gegründet (Incorporated) und die Ortschaft nach einem Eisenbahningenieur der Canadian Pacific Railway benannt. Die Ansiedlung hatte bis 1911 den Status eines Dorfes (englisch Village). Von 1911 bis 2010 hatte die Gemeinde dann den Status einer Kleinstadt (englisch Town), bevor es den aktuellen Status einer Stadt erhielt. Mit seiner Einwohnerzahl von 13.676 war sie 2011 die drittkleinste der Städte in Alberta, nur Wetaskiwin und Lacombe waren kleiner. Allerdings gibt es in Alberta auch Gemeinden mit dem Status einer Kleinstadt, die mehr Einwohner haben, z. B. Okotoks.
Das Wetter in der Region wird gemäß der Klimaklassifikation nach Köppen und Geiger als trockenkaltes Steppenklima (BSk) klassifiziert. Es ist ein kaltsemiarides Klima. Die Temperaturen erreichen dabei eine Durchschnittstemperatur vom −11 °C im Januar und +18 °C im Juli. Die Niederschlagsmengen schwanken zwischen 11 mm im Februar und 58 mm im Juni.
Die Gemeinde ist verkehrstechnisch durch verschiedene Highways erschlossen. Im Nordosten passiert der Alberta Highway 1, als Teil des Trans-Canada Highways, die Gemeinde. In Nord-Süd-Richtung wird die Gemeinde vom Alberta Highway 873 durchquert. Der in Ost-West-Richtung verlaufende Alberta Highway 542 endet in Brooks an der Einmündung zum Highway 1. Im Süd-Westen der Stadt verläuft eine Eisenbahnstrecke der Canadian Pacific Railway. Das Brooks Regional Aerodrome (IATA-Code: ohne, ICAO:CYBP) liegt 3 NM (5,6 km) nordnordwestlich der Stadt. Der Flugplatz hat nur eine asphaltierte Start- und Landebahn vom 980 Meter Länge und eine Graspiste von 880 Meter Länge.

## Söhne und Töchter der Stadt
- Madison Charney (* 1994), Skeletonpilotin
- Shane Joseph (* 1981), Eishockeyspieler
- Ryan Peake (* 1973), Musiker
- Sherraine Schalm (* 1975), Degenfechterin